# Musée Bredius
Le musée Bredius (en néerlandais : Museum Bredius) est un musée d’art situé à La Haye aux Pays-Bas. Ses collections se composent de peintures, pour la plupart du siècle d'or néerlandais, de dessins, de pièces d'argenterie et de céramiques.

## Histoire
Le musée est issu de la collection rassemblée par Abraham Bredius (Amsterdam, 18 avril 1855 – Monaco, 13 mars 1946), qui résidait au n° 6 du Prinsegracht à La Haye.
Lorsqu’en 1922, Bredius décide de quitter les Pays-Bas pour venir s’installer à Monaco, il vend sa maison à la ville de La Haye. En même temps, il fait don à celle-ci d’un tableau de Jan Steen, Le Satyre et le Paysan, et laisse le reste de sa collection en dépôt avec la promesse de le léguer également à la municipalité après sa mort, ce qui a lieu en 1946.
En 1985, l’ancien musée est contraint de fermer ses portes pour raisons économiques. Peu après, la Fondation Bredius (Stichting Bredius Genootschap) est créée, pour tenter de rendre la collection malgré tout accessible au public. En 1990, la collection déménage dans l’immeuble qu’elle occupe actuellement, sur la Lange Vijverberg. Le bâtiment, datant du XVIIIe siècle, avait entre-temps subi d’importantes transformations.

## Peintures
Dans la collection de peintures, plus de cent cinquante artistes sont représentés, parmi lesquels Jan Steen (six tableaux recensés sur le site du musée), mais aussi Willem Pietersz. Buytewech (l'un des très rares tableaux attribués à ce peintre), Albert Cuyp, le Liégeois Léonard Defrance, Melchior d'Hondecoeter, Meindert Hobbema, Rembrandt (un tableau dont l'authenticité a pu être discutée, une Érection de la croix « dans le style de », et quelques dessins), Samuel Van Hoogstraten (notamment un autoportrait), Adriaen van Ostade (son seul autoportrait connu, sur un portrait de groupe), Salomon Van Ruysdael, Hercules Seghers...

## Objets divers
Le musée possède une importante collection de pièces d’orfèvrerie, dont plus de soixante-dix pièces d’argenterie d’Amsterdam du XVIIe au XIXe siècle. On y trouve également des pièces d’argenterie anglaises et allemandes.
De nombreuses pièces de vaisselle en porcelaine chinoise sont également exposées, ainsi que quatorze statuettes en céramique polychromes de fabrication allemande.

## Les bâtiments
Le n° 14 de la Lange Vijverberg a été construit en même temps que les bâtiments no 15 et 16 de la même rue par l’architecte de cour Pieter De Swart. Auparavant, c’est la "Cour de Frise" qui se dressait aux no 15 et 16. Quant aux no 13 et 14, ils furent réunis, et seul le n° 14 resta.
Après leur construction, les trois immeubles furent vendus. Le no 14 fut acquis en 1755 pour 28 000 par Gerrit Pieter Hooft, trésorier de Delfland. Son fils, Gerrit Lodewijk Hendrik Hooft (1779-1872), fut anobli par le roi des Pays-Bas en 1816.

## Source
- (nl) Cet article est partiellement ou en totalité issu de l’article de Wikipédia en néerlandais intitulé « Museum Bredius » (voir la liste des auteurs).